# 자베드 자프리

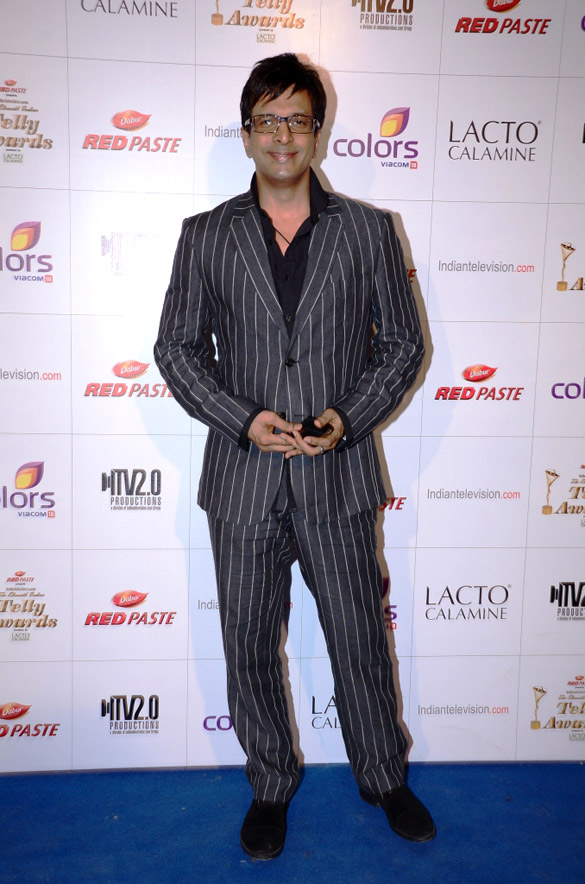

자베드 자프리(Javed Jaffrey, 1963년 12월 4일 ~ )는 인도의 배우, 성우, 희극 배우이다.
모라다바드에서 태어났다.

## 영화
- 토탈 다마알 (2019년)
- 뱅뱅 (2014년)
- War Chod Na Yaar (2013년)
- 베샤람 (2013년)
- 더블 다마알 (2011년)
- 시티 오브 라이프 (2009년)
- 포레스트 (2009년)
- 인크레더블 러브 (2009년)
- 세 얼간이 (2009년)
- 싱 이즈 킹 (2008년)
- 집 없는 강아지 로미오 (2008년)
- 다마알 (2007년)
- 어스 (1998년)
- 샘 앤드 미 (1991년)